# Wüste (Osnabrück)
Wüste, Osnabrück-Wüste – dzielnica miasta Osnabrück w Niemczech, w kraju związkowym Dolna Saksonia.